# Leasowes
Leasowes is een voormalige katoenplantage in het district Coronie in Suriname. Ze ligt aan de Oost-Westverbinding, tussen Clyde (oostelijk) en Sarah en Burnside (westelijk).

## Uitgifte
Het perceel werd tussen 1797 en 1802 uitgegeven onder de lotnummers 214 en 215. Op een oppervlakte van 1.000 akkers (430 hectare) werd hier in 1821 katoen verbouwd. Het is onduidelijk of de grond in de decennia ervoor ook in cultuur werd gebracht of werd gebruikt voor speculatie. Op Leasowes bevonden zich circa 223 slaven.

## Tata Colin
Een van de slaven op de plantage was Tata Colin. In 1833 was in het buurland Brits-Guyana de slavernij afgeschaft, wat hem inspireerde tot het houden van geheime vergaderingen waarin werd gesproken over bevrijding van de zwarte mens. Door een slaaf uit de groep werd hij verraden en in 1837 samen met tien medestanders gevangengezet vanwege het smeden van een complot. Colin werd ter dood veroordeeld, maar nog voordat hij de cel verliet overleed hij om een onbekende reden.

## Afschaffing slavernij
De juridische afschaffing van de slavernij liet op zich wachten tot het jaar 1863. Toen verbleven er nog 344 slaven op de plantage. In de decennia ervoor was Leasowes enkele malen van eigenaar gewisseld. Tegen 1863 werd de plantage samengevoegd tot 'Sarah en Leasowes'.
Nog binnen de periode van staatstoezicht (1863-1873) was al een aanzienlijke groep Hindostanen op Leasowes tewerk gesteld. In de volksmond werd de plantage dan ook wel ‘Koolie-Santie’ genoemd. Een aantal van hen had relaties met Creoolse vrouwen en ook kinderen.

## Jaren 1880 en verder
In 1888 werden op een gebied van 114 hectare 20.000 kilo cacaobonen en 70.000 kokosnoten geoogst. 
De eigenaresse en administratrice van 'Sarah en Leasowes' was op dat moment E.van Lierop-Dessé. Zij was tevens eigenaresse van Mary's Hope. Rond 1908 kwam plantage Leasowes in eigendom van de Evangelische Broedergemeente Suriname (EBGS).

## Begin 21e eeuw
Sinds de brug over de Coppename het district beter bereikbaar heeft gemaakt, heeft ook Leasowes zich kunnen ontwikkelen. Naast de historische houten huizen zijn er stenen huizen bij gebouwd. Er zijn geen monumenten bewaard gebleven.
A la bonne heure · Anna's Zorg · Akkerboom · Alliance · Alkmaar · Andresa · Auka · Andreesgift · Bantaskine · Barbados · Batavia · Beekenhorst · Belladrum · Bellevue · Belwaarde · Beninenburg · Berg en Dal · Bergen op Zoom · Berlijn (Commewijne) · Berlijn (Para) · Bethlehem · Boksweide · Boston · Botany Bay · Boxel · Bronswijk · Brouwerslust · Bruinendaal · Bucklebury · Buitenrust · Burnside · Cadrosspark · Caledonia · Campenburg · Cannewapibo · Catharina Sophia · Clevia  · Cliffort-Kokshoven · Clyde · Concordia · Concordia en een Kwart Lot · Courcabo · De Dageraad · De Goede Vriendschap · De Resolutie · De Vier Hendrikken · Diamond · Dijkveld · Domburg · Dordrecht · Eendragt · Elisabeth's Hoop · Ellen · L'Espérance (Nickerierivier) · L'Espérance (Surinamerivier) · Esthersrust · Fairfield · Fortuin · Flora · Florentia · Frederiksburg · Frederiksdorp · Frederikslust · Geertruidenberg · Geyersvlijt · Glensander · Gloria · Groot Chatillon · Groot Marseille · Guadeloupe · Hague · Hamburg · Hamilton · Hamptoncourt · Hannover · Hazard · Hebron · Hecht en Sterk · Hooyland · Hope · Houttuin · Huntly · Huwelijkszorg · Inverness · Jagtlust · Jodensavanne · Johan & Margaretha · Johanna Catharina · Johanna Maria · Johannesburg · John · Katwijk · Kent · Kerkshoven · Killenstein · Klein Bellevue · Kleinhoop · Krappahoek · Kroonenburg · Kwatta · La Jalousie · La Prosperité · La Rencontre · La Ressource (Saramacca) · La Ressource (Surinamerivier) · La Singularité · Laarwijk · Leasowes · Leliëndaal · Leonsberg · Livorno · Longmay · Lunenburg · Lust en Rust · Lustrijk · Maasstroom · Margarethenburg · Maria Petronella · Mariënbosch · Mariënburg · Margaretha's Gift · Mary's Hope · Meerzorg · Merveille · Moed en Kommer · Mon Bijou · Mon Souci · Mon Trésor · Monnikendam · Mopentibo · Morgenster · Moy · Nieuw Mocha · Nieuwzorg · Nieuwe Aanleg · De Nieuwe Grond · Nijd en Spijt · Novar · Nursery · Nut en Schadelijk · Onoribo · Onverwacht · Oranibo · Ornamibo · Overbrug · Overtoom 
· Oxford · Palestina · Paradise · Persévérance · Petersburg · Picardië · Peperpot · Pieterszorg · Plaisance · Poelwijk · Potosie · Purmerend · Reijnsdorp · Reijnsfort · Rijnberk · Roosenburg · Rorac · Rust en Werk · Rustenburg · Saltzhalen · Sans Souci · Saphir · Sarah · Sardam · Schaapstede · Schoonoord · Sinabo en Gelre · Sint Barbara · Sint Eustatius · Slootwijk · Sorgvliet · Spieringshoek · Standvastigheid · Suidwijn · Suzanna's Daal · Toevlugt (Surinamerivier) · Tout Lui Faut · Toledo · Totness · Tyronne · 't Vertrouwen · Victoria · Vierkinderen · Visserszorg · Voorburg · Voorzorg (Saramacca) · Vossenburg · Vredenburg · Vriendsbeleid en Ouderzorg · Vreeland · Waltonhall · Waldijk · Waterloo · Wederzorg · Welbedacht · Welgelegen (Commewijne) · Welgelegen (Coronie) · Welgevallen · Weltevreden · Wolffs Capoerica · Wolfenbüttel · 't Ylant · Zoelen · Zorg en Hoop (hout) · Zorg en Hoop (indigo) · Zorg en Hoop (katoen) · Zorg en Hoop (suiker)